# Ion Drăgoi
Ion Drăgoi (25 august 1928, Bacău – 12 iulie 1988) a fost un violonist român, unul dintre cei mai mari lăutari din zona Moldovei, apreciat atât în țară cât și în străinătate pentru interpretarea melosului popular.

## Biografie
Ion Drăgoi s-a născut în data de 25 august 1928, la Bacău, județul Bacău, Regatul României.
A fost membru al formației „Plaiurile Bistriței” din Bacău, dar și al altor formații din țară cu care a efectuat numeroase turnee atât în Europa cât și în America, a participat la concursurile naționale și internaționale la care a câștigat multe trofee. În memoria sa s-a înființat un concurs național de folclor ce se desfășoară la sfârșitul lunii iunie în orașul său natal.
Ion Drăgoi a colaborat cu artiști ca: George Drăgoi, Marcel Budala, Toni Iordache, Gheorghe Zamfir, Paraschiv Oprea, Luca Novac și nu în ultimul rând Benone Sinulescu, un foarte bun prieten al violonistului.
A decedat la Bacău, în data de 12 iulie 1988, la vârsta de 59 de ani.